# Williams FW45
El Williams FW45 es un monoplaza de Fórmula 1 diseñado y construido por Williams Racing para disputar la temporada 2023. Fue manejado por Logan Sargeant, quien hizo su debut absoluto en la «máxima categoría» (más adelante reemplazado por Franco Colapinto) y Alexander Albon, quien disputó su segunda temporada con el equipo.
El chasis fue presentado oficialmente en la sede de Williams el 6 de febrero de 2023.

## Resultados
(Clave) (negrita indica pole position) (cursiva indica vuelta rápida)

| Año     | Motor                     | Neu. | N.º | Pilotos         | 1   | 2   | 3   | 4   | 5   | 6   | 7   | 8   | 9   | 10  | 11  | 12  | 13  | 14  | 15  | 16  | 17  | 18  | 19  | 20  | 21  | 22  | Puntos | Pos. |
| ------- | ------------------------- | ---- | --- | --------------- | --- | --- | --- | --- | --- | --- | --- | --- | --- | --- | --- | --- | --- | --- | --- | --- | --- | --- | --- | --- | --- | --- | ------ | ---- |
| 2023    | Mercedes-AMG M14 V6 Turbo | P    |     |                 | BHR | ARA | AUS | AZE | MIA | MON | ESP | CAN | AUT | GBR | HUN | BEL | NED | ITA | SIN | JPN | QAT | USA | MEX | SÃO | LVG | ABU | 28     | 7.º  |
| 2023    | Mercedes-AMG M14 V6 Turbo | P    | 2   | Logan Sargeant  | 12  | 16  | 16† | 16  | 20  | 18  | 20  | Ret | 13  | 11  | 18† | 17  | Ret | 13  | 14  | Ret | Ret | 10  | 16† | 11  | 16  | 16  | 28     | 7.º  |
| 2023    | Mercedes-AMG M14 V6 Turbo | P    | 23  | Alexander Albon | 10  | Ret | Ret | 12  | 14  | 14  | 16  | 7   | 11  | 8   | 11  | 14  | 8   | 7   | 11  | Ret | 147 | 9   | 9   | Ret | 12  | 14  | 28     | 7.º  |
| Fuente: |                           |      |     |                 |     |     |     |     |     |     |     |     |     |     |     |     |     |     |     |     |     |     |     |     |     |     |        |      |